# Discographie de Jermaine Jackson
La discographie du chanteur américain Jermaine Jackson comprend quatorze albums studio, neuf compilations et au moins 32 singles.

## Albums

### Albums studio
| Titre                                                                           | Détails                                                                           | Meilleures positions | Meilleures positions | Meilleures positions | Meilleures positions | Meilleures positions | Meilleures positions | Meilleures positions | Certifications          |
| Titre                                                                           | Détails                                                                           | US                   | US R&B               | AUS                  | P-B                  | NZ                   | SUE                  | UK                   | Certifications          |
| ------------------------------------------------------------------------------- | --------------------------------------------------------------------------------- | -------------------- | -------------------- | -------------------- | -------------------- | -------------------- | -------------------- | -------------------- | ----------------------- |
| Jermaine                                                                        | - Sortie : 14 juillet 1972 - Label : Motown - Formats : LP, cassette, huit pistes | 27                   | 6                    | —                    | —                    | —                    | —                    | —                    |                         |
| Come into My Life                                                               | - Sortie : mai 1973 - Label : Motown - Formats : LP                               | 152                  | 30                   | —                    | —                    | —                    | —                    | —                    |                         |
| My Name Is Jermaine                                                             | - Sortie : 8 août 1976 - Label : Motown - Formats : LP, huit pistes               | 164                  | 29                   | —                    | —                    | —                    | —                    | —                    |                         |
| Feel the Fire                                                                   | - Sortie : 29 juin 1977 - Label : Motown - Formats : LP, cassette, huit pistes    | 174                  | 36                   | —                    | —                    | —                    | —                    | —                    |                         |
| Frontiers                                                                       | - Sortie : 8 février 1978 - Label : Motown - Formats : LP, cassette, huit pistes  | —                    | —                    | —                    | —                    | —                    | —                    | —                    |                         |
| Let's Get Serious                                                               | - Sortie : 17 mars 1980 - Label : Motown - Formats : LP, cassette, huit pistes    | 6                    | 1                    | 78                   | —                    | —                    | —                    | 22                   | - RIAA : Or             |
| Jermaine                                                                        | - Sortie : 10 octobre 1980 - Label : Motown - Formats : LP, cassette, huit pistes | 44                   | 17                   | —                    | —                    | —                    | —                    | —                    |                         |
| I Like Your Style                                                               | - Sortie : 28 août 1981 - Label : Motown - Formats : LP, cassette, huit pistes    | 86                   | 31                   | —                    | —                    | —                    | —                    | —                    |                         |
| Let Me Tickle Your Fancy                                                        | - Sortie : 9 juillet 1982 - Label : Motown - Formats : LP, cassette               | 46                   | 9                    | —                    | —                    | —                    | —                    | —                    |                         |
| Jermaine Jackson / Dynamite                                                     | - Sortie : 14 avril 1984 - Label : Arista - Formats : LP, CD, cassette            | 19                   | 1                    | 65                   | 21                   | 38                   | 27                   | 57                   | - RIAA : Or - CRIA : Or |
| Precious Moments                                                                | - Sortie : 13 février 1986 - Label : Arista - Formats : LP, CD, cassette          | 46                   | 25                   | —                    | —                    | —                    | 16                   | —                    |                         |
| Don't Take It Personal                                                          | - Sortie : 22 août 1989 - Label : Arista - Formats : LP, CD, cassette             | 115                  | 18                   | —                    | —                    | —                    | —                    | —                    |                         |
| You Said                                                                        | - Sortie : 29 octobre 1991 - Label : LaFace - Formats : LP, CD, cassette          | —                    | 39                   | —                    | —                    | —                    | —                    | —                    |                         |
| I Wish You L.O.V.E                                                              | - Sortie : 4 octobre 2012 - Label : Disques DOM - Formats : CD, téléchargement    | —                    | —                    | —                    | —                    | —                    | —                    | —                    |                         |
| "—" denotes releases that did not chart or were not released in that territory. |                                                                                   |                      |                      |                      |                      |                      |                      |                      |                         |

### Compilations
| Année | Album                                                  |
| ----- | ------------------------------------------------------ |
| 1981  | Motown superstars series, Vol. 17                      |
| 1991  | Greatest hits & Rare classics                          |
| 1999  | Dynamite – The encore collection                       |
| 2000  | The heritage collection                                |
| 2001  | Ultimate collection                                    |
| 2007  | Big brother Jermaine : The Jermaine Jackson collection |
| 2009  | Greatest hits                                          |
| 2011  | S.O.U.L.                                               |
| 2014  | The Very Best of Jermaine Jackson                      |

## Singles

### En solo
| Année | Titre                                                 | Meilleurs classements | Meilleurs classements | Meilleurs classements | Meilleurs classements | Meilleurs classements | Album                    |
| Année | Titre                                                 | US                    | US R&B                | AUS                   | UK                    | PB                    | Album                    |
| ----- | ----------------------------------------------------- | --------------------- | --------------------- | --------------------- | --------------------- | --------------------- | ------------------------ |
| 1972  | That's How Love Goes / I Lost My Love in the Big City | 46                    | 23                    | —                     | —                     | —                     | Jermaine (1972)          |
| 1973  | Daddy's Home                                          | 9                     | 3                     | 27                    | —                     | 10                    | Jermaine (1972)          |
| 1973  | You're in Good Hands                                  | 79                    | 35                    | —                     | —                     | —                     | Come into My Life        |
| 1973  | The Bigger You Love (The Harder You Fall)             | —                     | —                     | —                     | —                     | —                     | Come into My Life        |
| 1976  | Let's Be Young Tonight                                | 55                    | 19                    | —                     | —                     | —                     | My Name Is Jermaine      |
| 1977  | You Need to Be Loved                                  | —                     | 75                    | —                     | —                     | —                     | Feel the Fire            |
| 1977  | Take Time (Royaume-Uni)                               | —                     | —                     | —                     | —                     | —                     | Feel the Fire            |
| 1977  | Feel the Fire (Burning from Me to You) (Espagne)      | —                     | —                     | —                     | —                     | —                     | Feel the Fire            |
| 1978  | Castles of Sand                                       | —                     | 38                    | —                     | —                     | —                     | Frontiers                |
| 1980  | Let's Get Serious                                     | 9                     | 1                     | 24                    | 8                     | 24                    | Let's Get Serious        |
| 1980  | Burnin' Hot                                           | —                     | —                     | —                     | 32                    | —                     | Let's Get Serious        |
| 1980  | You're Supposed to Keep Your Love for Me              | 34                    | 32                    | —                     | —                     | —                     | Let's Get Serious        |
| 1980  | You Got to Hurry Girl (France)                        | —                     | —                     | —                     | —                     | —                     | Let's Get Serious        |
| 1980  | Feelin' Free (Pérou)                                  | —                     | —                     | —                     | —                     | —                     | Let's Get Serious        |
| 1980  | Little Girl Don't You Worry                           | —                     | 17                    | —                     | —                     | —                     | Jermaine (1980)          |
| 1981  | You Like Me Don't You                                 | 50                    | 13                    | —                     | 41                    | —                     | Jermaine (1980)          |
| 1981  | First You Laugh, Then You Cry (Japon)                 | —                     | —                     | —                     | —                     | —                     | Jermaine (1980)          |
| 1981  | I'm Just Too Shy                                      | 60                    | 29                    | —                     | —                     | —                     | I Like Your Style        |
| 1982  | Paradise in Your Eyes                                 | —                     | 60                    | —                     | —                     | —                     | I Like Your Style        |
| 1982  | Let Me Tickle Your Fancy                              | 18                    | 5                     | —                     | —                     | —                     | Let Me Tickle Your Fancy |
| 1982  | Very Special Part                                     | —                     | 54                    | —                     | —                     | —                     | Let Me Tickle Your Fancy |
| 1982  | You Moved a Mountain (Royaume-Uni)                    | —                     | —                     | —                     | —                     | —                     | Let Me Tickle Your Fancy |
| 1983  | Uh Uh, I Didn't Do It (Allemagne)                     | —                     | —                     | —                     | —                     | —                     | Let Me Tickle Your Fancy |

| Année | Titre                                              | Meilleurs classements | Meilleurs classements | Meilleurs classements | Meilleurs classements | Meilleurs classements | Meilleurs classements | Album                       |
| Année | Titre                                              | US                    | US R&B                | AUS                   | UK                    | FR ,                  | PB                    | Album                       |
| ----- | -------------------------------------------------- | --------------------- | --------------------- | --------------------- | --------------------- | --------------------- | --------------------- | --------------------------- |
| 1984  | Dynamite                                           | 15                    | 8                     | 28                    | —                     | 46                    | —                     | Jermaine Jackson / Dynamite |
| 1984  | Sweetest Sweetest                                  | —                     | —                     | 57                    | 52                    | 57                    | 20                    | Jermaine Jackson / Dynamite |
| 1984  | When the Rain Begins to Fall (duo avec Pia Zadora) | 54                    | 61                    | 63                    | 68                    | 1                     | 1                     | Jermaine Jackson / Dynamite |
| 1984  | Do What You Do                                     | 13                    | 14                    | —                     | 6                     | 12                    | 4                     | Jermaine Jackson / Dynamite |
| 1985  | (Closest Thing to) Perfect                         | 67                    | 63                    | —                     | —                     | —                     | —                     | B.O. de « Perfect »         |
| 1986  | I Think It's Love                                  | 16                    | 14                    | —                     | 96                    | —                     | 50                    | Precious Moments            |
| 1986  | Do You Remember Me                                 | 71                    | 40                    | —                     | —                     | —                     | —                     | Precious Moments            |
| 1986  | Lonely Won't Leave Me Alone                        | —                     | —                     | —                     | —                     | —                     | —                     | Precious Moments            |
| 1987  | Words into Action                                  | —                     | 90                    | —                     | —                     | —                     | —                     | Precious Moments            |
| 1989  | Don't Take It Personal                             | 64                    | 1                     | —                     | 69                    | —                     | —                     | Don't Take It Personal      |
| 1990  | Two Ships (In The Night)                           | —                     | 21                    | —                     | —                     | —                     | —                     | Don't Take It Personal      |
| 1990  | I'd Like to Get to Know You                        | —                     | 27                    | —                     | —                     | —                     | —                     | Don't Take It Personal      |
| 1991  | You Said, You Said                                 | —                     | 25                    | —                     | —                     | —                     | —                     | You Said                    |
| 1991  | Word to the Badd!!                                 | 78                    | 88                    | —                     | —                     | —                     | —                     | You Said                    |
| 1992  | I Dream, I Dream                                   | —                     | 30                    | —                     | —                     | —                     | —                     | You Said                    |

| Année | Titre                                               | Meilleur classement | Maison de disque               |
| Année | Titre                                               | FR                  | Maison de disque               |
| ----- | --------------------------------------------------- | ------------------- | ------------------------------ |
| 1995  | Save Tomorrow (avec Theresa Rhodes)                 | —                   | Dusty / #1 Choice / AW Music   |
| 1996  | I'm Feeling Good (Right Now) (duo avec Lydia)       | —                   | Full Space Music-Mascotte      |
| 1999  | Indifference                                        | —                   | Full Space Music-Mascotte      |
| 2000  | Strange What (Desire Can Do)                        | —                   | Full Space Music-Mascotte      |
| 2009  | Living a Dream (avec Al Walser, feat. MJ All Stars) | —                   | Zoom-Music (filiale ZYX Music) |
| 2011  | Blame It on the Boogie                              | 14                  | Universal                      |
| 2015  | Summer Time Feeling                                 | —                   | Universal                      |

### Singles promotionnels
| Titre                                                                 | Date | Album             |
| --------------------------------------------------------------------- | ---- | ----------------- |
| I Love You More (Japon)                                               | 1977 | Feel the Fire     |
| Signed, Sealed, Delivered I'm Yours (États-Unis)                      | 1981 | I Like Your Style |
| Tell Me I'm Not Dreamin' (Too Good to Be True) (avec Michael Jackson) | 1984 | Dynamite          |
| Smile (Live)                                                          | 2009 | single uniquement |

## Clips vidéo
| n° | Nom du clip                  | Interprète(s)                     | Lieu & contexte                                                                                     | Année |
| -- | ---------------------------- | --------------------------------- | --------------------------------------------------------------------------------------------------- | ----- |
| 1  | Sweetest, sweetest           | Jermaine Jackson                  | Hôtel et chambres, Jermaine en réceptionniste et portier, en intérieur                              | 1984  |
| 2  | When the Rain Begins to Fall | Pia Zadora & Jermaine Jackson     | Village, rues étroites, rivalité entre groupes, bagarre, jour et nuit, en intérieur et en extérieur | 1984  |
| 3  | Do what you do               | Jermaine Jackson                  | Villa, plein jour, en intérieur et extérieur                                                        | 1985  |
| 4  | Dynamite                     | Jermaine Jackson                  | Prison, nuit, chorégraphie de Jermaine, en intérieur                                                | 1985  |
| 5  | (Closest thing to) perfect   | Jermaine Jackson                  | Salle de gym, séance d'entraînement, plein jour, en intérieur                                       | 1985  |
| 6  | I think it's love            | Jermaine Jackson                  | Sur scène, avec des musiciens et un public 100 % féminin, en intérieur                              | 1986  |
| 7  | Nothin (that compares 2 U)   | Jermaine avec The Jacksons        | Rue déserte, jonchée de papiers, ghetto, la nuit, chorégraphie des Jacksons, en extérieur           | 1989  |
| 8  | 2300 Jackson Street          | Jermaine avec The Jacksons        | En famille, maison, plein jour, en intérieur et en extérieur                                        | 1989  |
| 10 | Don't take it personal       | Jermaine Jackson                  | En appartement, seul ou avec une jeune femme, nuit, en intérieur                                    | 1989  |
| 11 | Two ships                    | Jermaine Jackson                  | Une plage d'été, fin de journée, coucher de soleil avec une jeune femme                             | 1990  |
| 12 | You said, you said           | Jermaine Jackson                  | Un entrepôt vide, plein jour, en intérieur                                                          | 1991  |
| 13 | I dream, I dream             | Jermaine Jackson                  | Une usine d'industrie, en intérieur                                                                 | 1992  |
| 14 | Save tomorrow                | Theresa Rhodes & Jermaine Jackson | —                                                                                                   | 1995  |
| 15 | Let's go to Mumbai City      | Jermaine Jackson & Adnan Sami     | Rues, gare et toits de la ville de Bombay en journée                                                | 2009  |